# Luigi Frullini
Luigi Frullini (født 25. marts 1839 i Firenze, død 29. juni 1897 sammesteds) var en italiensk træbilledskærer.
Frullini var elev af Akademiet i sin fødeby og senere professor ved samme. Hans arbejder i egetræ, paneler, møbler og mange andre, gerne i florentinsk renaissancestil, skaffede ham et verdensnavn, og kunstindustrimuseerne kappedes fra 1860'erne om at erhverve prøver på hans kunst. Et af hans berømteste arbejder er udstyrelsen af et bibliotek og en spisesal i Newport (Nordamerika). Et udvalg af hans værker er gengivet i Holzskulpturen von Luigi Frullini (30 tavler, Berlin 1884; 2. samling, 24 tavler, 1886).